# Joel Perez
Joél Pérez (Boston, 12 giugno 1986) è un attore statunitense, attivo in campo televisivo e teatrale.

## Biografia
Nato a Boston nel 1986, da bambino Perez si trasferì con la famiglia a Lawrence, e si avvicinò alla recitazione durante le superiori. Cominciò a studiare medicina all'Università Tufts, prima di cambiare il corso di studi in teatro e recitazione. Prima della laurea alla Tufts nel 2008 Perez studiò recitazione per un semestre alla British American Drama Academy di Londra.
Nel 2009 Perez si trasferì a New York per lavorare come attore e l'anno successivo ottenne una parte nella tournée statunitense del musical di Lin-Manuel Miranda In the Heights, per la regia di Thomas Kail. Rimase nel cast del tour per due anni, fino al 2011, cominciando come ballerino di fila e finendo come sostituto del ruolo del protagonista Usnavi. Nel 2013 si unì al cast del musical dell'Off Broadway Fun Home e rimase con lo show anche quando lo spettacolo fu trasferito a Broadway nel 2015. Dopo il suo debutto a Broadway con Fun Home, Perez tornò a recitare nell'Off Broadway con il musical Sweet Charity, in cui interpretava l'interesse romantico di Sutton Foster; per la sua interpretazione nei ruoli di Hermann, Vittorio Vidal e Daddy Brubeck ottenne una candidatura al prestigioso Lucille Lortel Award per il miglior attore non protagonista in un musical. L'anno successivo recitò nella versione televisiva di Jesus Christ Superstar della NBC, recitando accanto a John Legend e Sara Bareilles.
Joel Perez è apertamente gay.

## Filmografia parziale

### Cinema
- Tick, Tick... Boom!, regia di Lin-Manuel Miranda (2021)

### Televisione
- The Big C - serie TV, 1 episodio (2012)
- Person of Interesr - serie TV, 1 episodio (2014)
- Odd Mom Out - serie TV, 2 episodi (2017)
- Jesus Christ Superstar Live in Concert - film TV (2018)

### Doppiaggio
- Helluva Boss - serie animata (2020-in corso)
- Hazbin Hotel - serie animata (2024-in corso)